# Paul Van Nevel

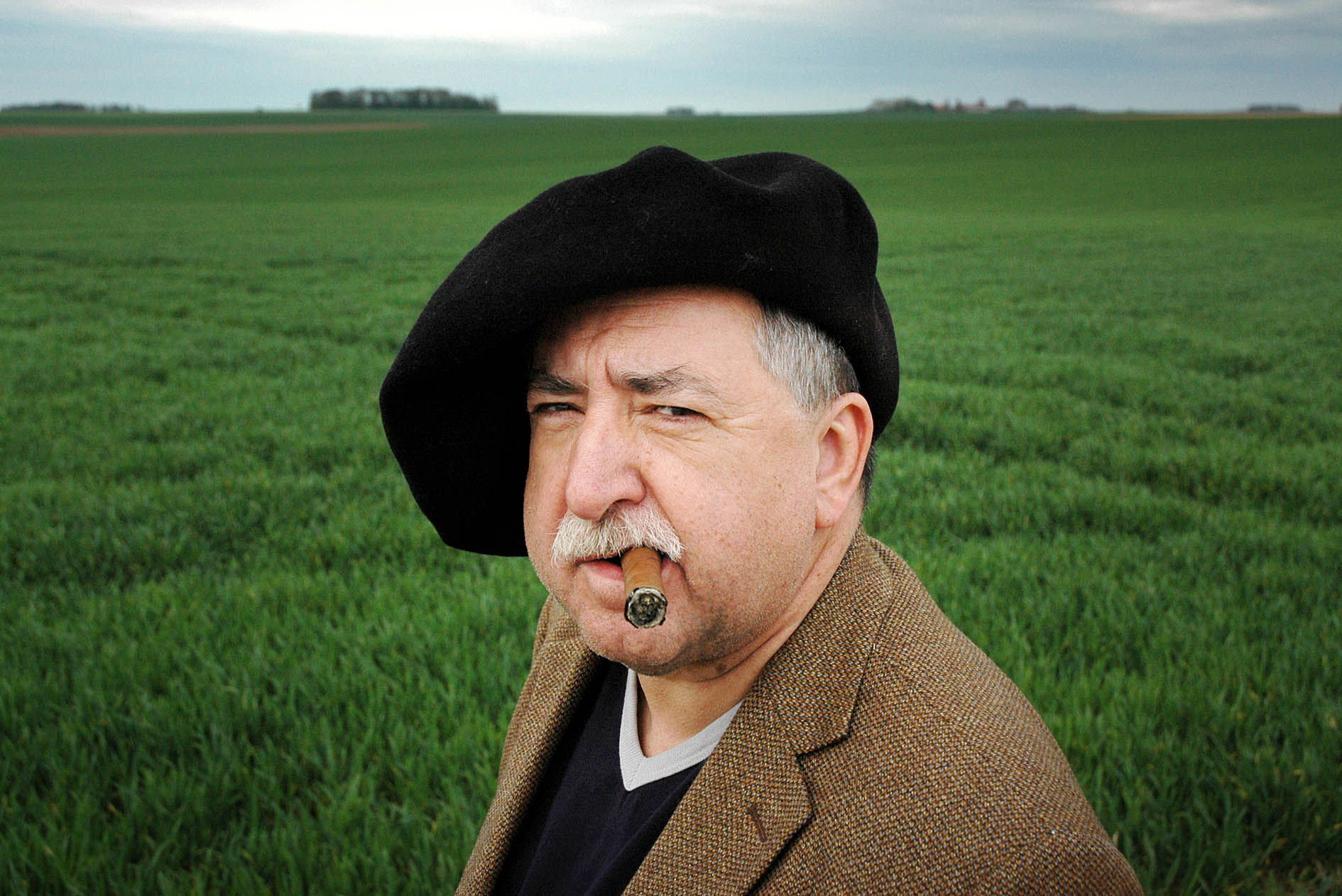
Paul Van Nevel

Paul Van Nevel (ur. 4 lutego 1946 w Limbourgu) – belgijski dyrygent, muzykolog i historyk sztuki. W 1971 r. założył zespół muzyki dawnej Huelgas Ensemble wykonujący utwory polifoniczne renesansu i średniowiecza.
Pochodzi z rodziny zajmującej się muzyką. Ojciec grał na skrzypcach a syna zachęcał do gry na wszystkich instrumentach znajdujących się w domu. Od czasu gdy skończył 10 lat, Paul śpiewał po wiele godzin dziennie. Jego ulubionym kompozytorem w czasach dzieciństwa był Béla Bartók. Bratanek artysty jest również dyrygentem chóralnym.
W latach 1969–1971 studiował muzykę dawną w Maastricht Music Institute oraz Schola Cantorum Basiliensis w Bazylei (Szwajcarii). Wtedy też założył Huelgas Ensemble, a nazwę zespołu zaczerpnął ze znanego Kodeksu Las Huelgas z klasztoru cysterek niedaleko Burgos. W klasztorze tym spędził w wieku 24 lat dłuższy czas studiując manuskrypty, dzięki rekomendacji belgijskich autorytetów muzyki dawnej.
Paul Van Nevel uczy w Konserwatorium w Amsterdamie, jest również gościnnym dyrygentem Collegium Vocale Gent, prowadzi Dutch Kamerkoor, chór przy Dutch Bach Society oraz Danish Radio Choir. Jest profesorem gościnnym Sweelinck Konserwatorium w Amsterdamie i gościnnym wykładowcą w Konserwatorium w Hanowerze. Mieszka w Hanowerze i Leuven.
W 1994 r. otrzymał nagrodę „Prix Paris in honorem of the Academy Charles Cros”. Jego nagrania wraz z zespołem Huelgas Ensemble otrzymały szereg nagród, m.in. Diapason d’Or (1996), ECHO Klassik w 1997, oraz Cannes Classical Award za najlepszą muzykę chóralną w 1998 r., Choc de l’année 2000 i 2003 r.
Paul Van Nevel jest wybitnym znawcą dawnej praktyki wykonawczej i interpretacji. Prowadzi intensywne badania i poszukiwania zaginionych manuskryptów z okresu wczesnej polifonii średniowiecznej. Przyczyniło się to do ponownego odkrycia kompozytorów flamandzkich: Johannesa Ciconii i Nicolasa Gomberta, o których napisał monografię i których utwory wykonuje i nagrywa ze swoim zespołem.
W roku 1988 skradł rzadkie dzieła muzyczne z Museo Bibliografico Musicale di Bologna, za co w 1994 został skazany na karę czterdziestu miesięcy pozbawienia wolności.